# Desmodium ramosissimum
Espèce
Synonymes
- Aeschynomene arborea Sieber ex DC.[1]
- Desmodium fruticulosum Walp.[1]
- Desmodium mauritianum sensu auct.[1]
- Desmodium ramosissimum[2]
- Grona ramosissima (préféré par NCBI)[2]
- Hedysarum fruticulosum Schum. & Thonn.[1]

Desmodium ramosissimum est une espèce de plantes à fleurs de la famille des Fabaceae et du genre Desmodium présente dans de nombreux pays d'Afrique tropicale et à Madagascar.

## Description
C'est une plante vivace érigée, semi-ligneuse, atteignant 1 ou 2 m de hauteur. Les fleurs sont roses ou d'un pourpre vif,.

## Distribution
Assez commune, elle est répandue en Afrique tropicale et à Madagascar.

## Habitat
On la trouve un peu partout, sur des sols ferrugineux.

## Utilisation
C'est une plante médicinale.